# جبل هور

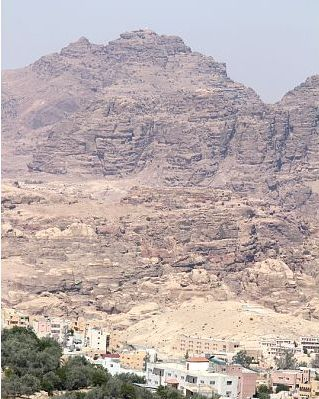
جبل هور.

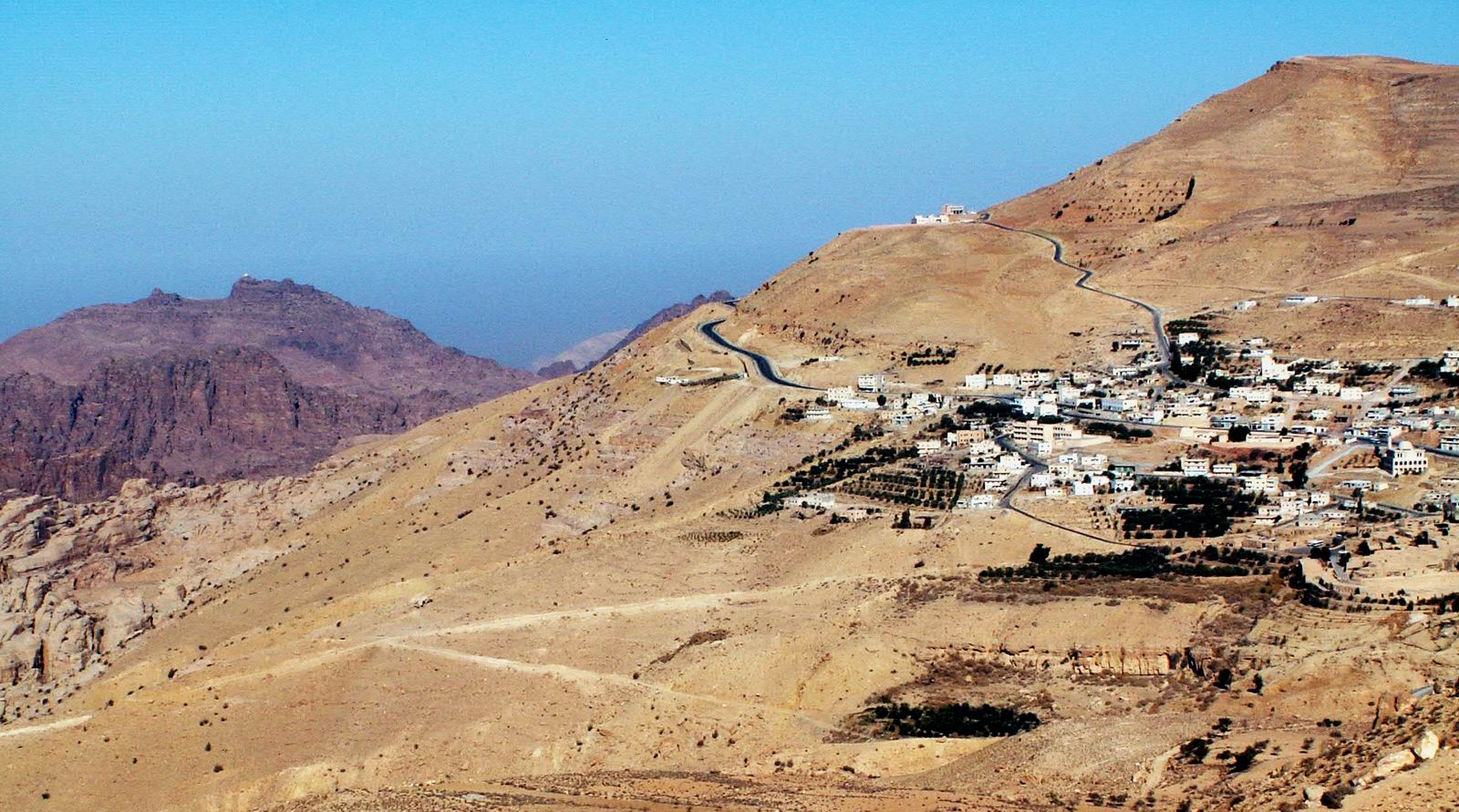
جبل هارون.

جبل هور (بالعبرية : הֹר הָהָר) هو الاسم الذي يطلق في العهد القديم على جبلين. يقع أحدهما على حدود أرض إدوم في المنطقة الواقعة جنوب البحر الميت، والآخر يقع على البحر الأبيض المتوسط على الحدود الشمالية لأرض الميعاد. جبل هور الواقع على حدود إدوم له أهمية خاصة بالنسبة لليهود حيث توفي هناك النبي هارون شقيق النبي موسى ويُسمى أيضًا جبل هارون.

## جبل هور في إدوم (جبل هارون)
يقع جبل هور على حدود أرض إدوم وهو المكان الذي توفي فيه النبي هارون، ودُفن هنالك. كان الموقع الدقيق لجبل هور موضع نقاش، لكن استنادًا إلى المؤرخ يوسيفوس: أنه هو نفسه الجبل المعروف حاليًا بجبل هارون وهو جبل مزدوج الذروة يرتفع 4780 قدم فوق مستوى سطح البحر (6072 قدم فوق البحر الميت) على الجانب الشرقي من وادي عربة بالأردن، وعلى القمة يقع ضريح النبي هارون المفترض.

## جبل هور الشمالي
تم ذكر جبل هور الآخر في سفر العدد، يقع على الحدود الشمالية لأرض الميعاد، ويُعرف تقليديًا باسم جبال نور الأمانوس. كما إنه يعتبر من حدود إسرائيل الكبرى "الموعودة".

## أعلام
- هارون